# Bistum Wallis und Futuna
Das Bistum Wallis und Futuna (lat.: Dioecesis Uveanus et Futunensis) ist ein Bistum der römisch-katholischen Kirche im französischen Überseegebiet Wallis und Futuna mit Sitz in Mata Utu.

## Geschichte
Papst Pius XI. gründete mit der Apostolischen Konstitution Quidquid fidei das Apostolische Vikariat Wallis und Futuna am 11. November 1935 aus Gebietsabtretungen des Apostolischen Vikariats Zentralozeanien.
Am 21. Juni 1966 wurde es mit der Apostolischen Konstitution Prophetarum voces zum Bistum Wallis und Futuna erhoben und am 25. April 1974 nahm es seinen heutigen lateinischen Namen, der ursprünglich Dioecesis Uallisiensis et Futunensis war, an.

## Ordinarien

### Apostolische Vikare von Wallis und Futuna
- Alexandre Poncet SM (11. November 1935 – 22. Dezember 1961, emeritiert)
- Michel-Maurice-Augustin-Marie Darmancier SM (22. Dezember 1961 – 21. Juni 1966)

### Bischöfe von Wallis und Futuna
- Michel-Maurice-Augustin-Marie Darmancier SM (21. Juni 1966 – 25. April 1974, zurückgetreten)
- Laurent Fuahea (25. April 1974 – 20. Juni 2005, emeritiert)
- Ghislain Marie Raoul Suzanne de Rasilly SM (20. Juni 2005 – 24. Dezember 2018)
- Susitino Sionepoe SM (24. Dezember 2018 – 14. Januar 2025, dann Erzbischof von Nouméa)
  - Sedisvakanz seit 14. Januar 2025